# کن‌ساینوبایو
کن‌ساینوبایو (انگلیسی: CanSinoBio) شرکت داروسازی چینی است، که در سال ۲۰۰۹ تأسیس شد.